# Platyja cyanocraspis
Platyja cyanocraspis är en fjärilsart som beskrevs av George Francis Hampson 1922. Platyja cyanocraspis ingår i släktet Platyja och familjen nattflyn. Inga underarter finns listade i Catalogue of Life.